# Skalföretag
Skalföretag kallas företag utan signifikant kapital eller någon aktivitet. Skalföretag i sig är inte illegala, och de kan ha legitima affärsaktiviteter. De är dock en huvudkomponent i kriminell ekonomi, en del baserade i så kallade skatteparadis men också sådana företag som lämnas kvar efter tömning på all substans av värde till nybildade bolag utan att motsvarande skulder följer med till de nya bolagen. 
Ofta är de formellt registrerade ansvariga för skalföretagen helt medellösa så kallade målvakter, som skrivit under samtliga handlingar vid försäljningen av tillgångarna, registrerats som ägare, styrelse och verkställande direktörer mot en i sammanhanget obetydlig ersättning. Skuldsidan består vanligen av obetalda personalskatter, sociala avgifter, momsskulder och målvakterna är inte sällan svårt skadade alkohol- eller narkotikamissbrukare. 
En variant på skalbolagsbildning är att en partner i ett äktenskap han eller hon avser att lämna i förväg arrangerar tömning av ett gemensamt ägt familjeföretag, så att endast skulder finns att bodela då tillgångarna förskingrats till något bolag där en part är enskild ägare till samtlig tidigare gemensam verksamhet och dess tillgångar.

## Brevlådeföretag
Ett liknande begrepp är brevlådeföretaget. Detta har adress och hemvist som juridisk person på adressorten, men strävar inte efter att driva verksamhet där. På hemvistorten behövs personal endast för att uppfylla lokala bestämmelser, föra korrespondens, hantera likviditet med mera. Företagsledningen har ofta säte i en annan stat. Ett brevlådeföretag kan vara en del av legitim företagsamhet eller hänga ihop med brottslig verksamhet. 
Fördelar med brevlådeföretag kan vara
- Att kringgå skatter eller valutarestriktioner på ägarens bostads- eller verksamhetsort
- Att det är billigt eller okomplicerat att bedriva aktiebolag i brevlådelandet
- Att försvåra kontroll av falska fakturor och överföringar[1]
- Att kringgå regler på arbetsmarknaden[2]

Brevlådeföretag associeras ofta med Offshore-ekonomier eller lågskatteländer men finns även i Sverige, vilket rapporterades i samband med Sotji-OS.